# Yasothon
Yasothon (Thai: ยโสธร) ist eine Stadt (เทศบาลเมืองยโสธร) in der thailändischen Provinz Yasothon. Sie ist die Hauptstadt des Landkreises (Amphoe) Mueang Yasothon und der Provinz Yasothon im Isan, dem Nordosten von Thailand.
Die Stadt Yasothon hat 20.450 Einwohner. (Stand 2012)

## Geographie
Yasothon liegt inmitten einer kargen Ebene im Isan. Die Entfernung zur Hauptstadt Bangkok beträgt gut 500 Kilometer.

## Wirtschaft und Bedeutung
Yasothon gehört zu den ärmsten Gegenden von Thailand. Die Menschen verdienen hier nur etwa ein Drittel des Durchschnittseinkommens. Dies führt zu einer stetigen Landflucht oder besser gesagt, zu einer Flucht nach Bangkok.
Bescheidener Reisanbau und Textilherstellung sind die Träger der wirtschaftlichen Entwicklung.
Im März 2000 wurde der Versuch einer Selbstverwaltungswirtschaft unternommen. Man versuchte, eine eigene kommunale Währung einzurichten, den Bia, der statt des Baht verwendet wurde (1 Bia = 1 Baht). Die Einwohner konnten zinslose Kredite bis zu 500 Bia in Anspruch nehmen und damit untereinander handeln. Außerhalb der kommunalen Grenze hatte der Bia keine Gültigkeit. Die Bank von Thailand unterband diesen Ansatz nach nur einem Monat.

## Bildung
- Yasothon Technical College[2]

## Geschichte
In der Gegend von Yasothon zeugen viele Ruinen von einer langen Anwesenheit der Khmer aus Angkor. Schriftliche Zeugnisse sind aber bisher nicht gefunden worden. Im Jahre 1811 gründete ein Prinz aus Champasak den Ort Ban Singh Kao (บ้านสิงห์เก่า, „Altes Löwendorf“), den er an einem verlassenen Tempel mit Zugang zum Ufer des Mae Nam Chi (Chi-Fluss) errichten ließ. In der Regierungszeit von König Rama II. (reg. 1809 bis 1824) erfolgte die Umbenennung in Yasothon und Bestellung eines Chao Mueang, einer Art Provinzgouverneur.
General Bodindecha (1777–1849) wurde von König Rama III. (reg. 1824–1851) mit der Niederwerfung eines Aufstandes des Königs Anuvong von Vientiane beauftragt und legte nach Beendigung der Kämpfe in Yasothon eine Ruhepause ein. Hiervon zeugt eine Statue sowie ein größerer Chedi.
Während der Kämpfe gegen die Ho aus dem Süden Chinas (1865 bis 1890) stellte Yasothon eine Truppe, die Nong Khai am Mekong zu verteidigen hatte.
Die heutige Provinz Yasothon wurde 1972 durch die Abtrennung von Ubon Ratchathani gebildet.

## Sehenswürdigkeiten
- Wat Mahathat (วัดมหาธาตุ – Tempel der Großen Reliquie) – die über 1000 Jahre alte buddhistische Tempelanlage (Wat) mit dem Phra That Yasothon (พระธาตุยโสธร – die Heilige Reliquie von Yasothon) der auch Phra That Anon (พระธาตุอานนท์ – die Heilige Reliquie des Anon) genannt wird, ist die Hauptattraktion von Yasothon: der Phra That (die laotische Art einer thailändischen Chedi), angeblich über 1000 Jahre alt, soll eine Reliquie von Ananda (dem „Lieblings-Jünger“ des Buddha) enthalten. Die Chedi wird jedes Jahr im März mit einem besonderen Fest gefeiert.
- Phra That Kong Khao Noi (พระธาตุก่องข้าวน้อยฆ่าแม่) – etwas südwestlich von Yasothon im Dorf Tat Thong liegt eine sehr alte Chedi, die eine Buddha-Statue beherbergt. Jeden April wird sie einem Bad unterzogen, um für Regen zu sorgen.
- Ausgrabungsstätte – prähistorisches Grabungsfeld, ebenfalls im Dorf Tat Thong.

### Lokale Feste
- Bun Bang Fai – Raketenfest, Mitte Mai, mit einem Wettbewerb um die am höchsten abgeschossene Rakete; das Fest lässt sich auf ethnoreligiöse Ursprünge zurückführen und soll den Regengott Phraya Thaen gütlich stimmen.

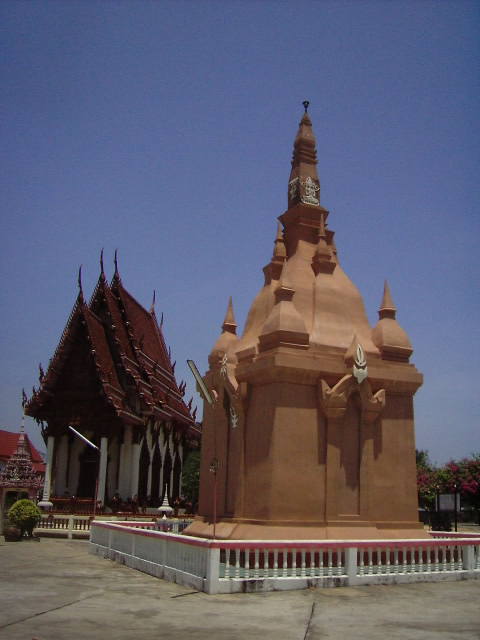
Chedi als Denkmal des Sieges über König Anouvong von Vientiane 1828
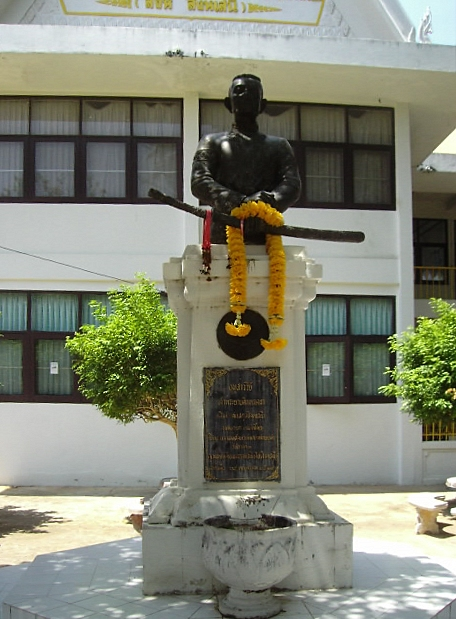
General Bodindecha (Singh)
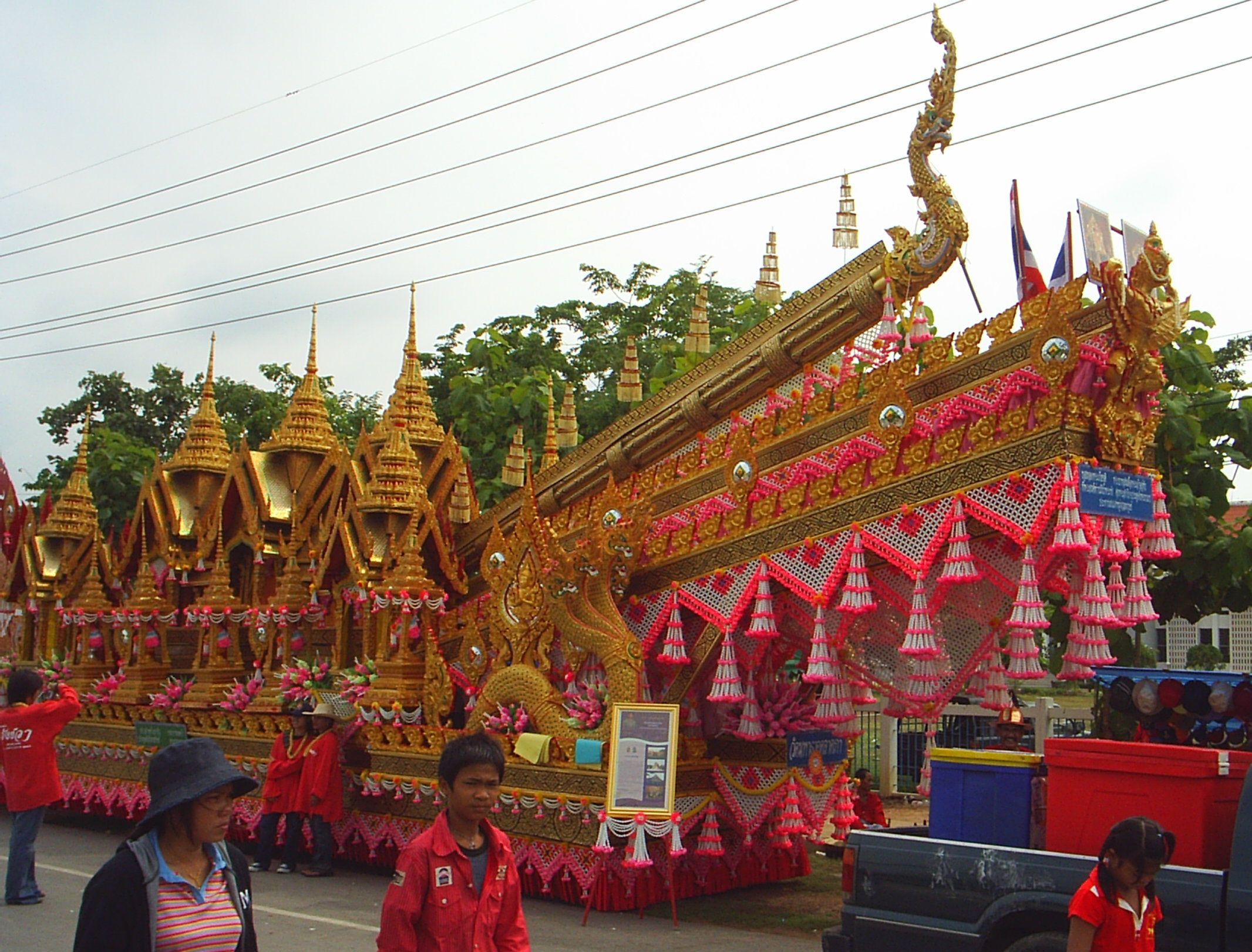
Umzug beim Raketenfest in Yasothon

## Persönlichkeiten
- Ratchanok Intanon (* 1995), Badmintonspielerin
- Nattawut Jaroenboot (* 1991), Fußballspieler
- Sirichai Lamphuttha (* 1987), Fußballspieler
- Yossawat Montha (* 1995), Fußballspieler
- Gideon Chukwuma Ndubuna (* 2001), thailändisch-nigerianischer Fußballspieler
- Panomkorn Saisorn (* 1981), Fußballspieler
- Seksit Srisai (* 1994), Fußballspieler
- Nattapon Sukchai (* 1992), Fußballspieler
- Polawat Wangkahart (* 1987), Fußballspieler
- Aphichot Wekarun (* 1997), Fußballspieler
- Jakkrit Wisetrat (* 1998), Fußballspieler